# Хиллмар, Георг
Георг Хиллмар (нем. Georg Hillmar; 10 октября 1876, Берлин — 12 декабря 1911, Берлин) — немецкий гимнаст, дважды чемпион летних Олимпийских игр 1896.
Хиллмар стал победителем вместе со своей немецкой сборной по гимнастике в соревнованиях на брусьях и перекладине. Он также участвовал в индивидуальных упражнениях по опорному прыжку, коню, перекладине и параллельных брусьях, но не занял ни одного призового места.